# Elia di Enna
Elia di Enna, al secolo Giovanni Rachites (in greco 'Ιωάννης Ραχίτης) (Enna, 821/823 – Salonicco, 17 agosto 903), è stato un monaco cristiano italiano, venerato come santo dalla chiesa cattolica e da quella ortodossa.
Elia è conosciuto anche come Sant'Elia il Giovane, o lo Juniore, per distinguerlo dal profeta biblico Elia.
Egli visse una vita estremamente avventurosa nel IX secolo e fu protagonista di alterne vicende e ripetute peripezie.

## Biografia
L'invasione araba della Sicilia costrinse Giovanni ad abbandonare la città natale, che fu espugnata dai Saraceni nell'859 nonostante la sua validità di roccaforte militare. Gli arabi riuscirono comunque ad imprigionare Elia, che fu così portato in Africa per essere venduto quale schiavo. Dopo essere riuscito a liberarsi, Elia decise di predicare il Vangelo, mettendo più volte a repentaglio la propria stessa vita, e, giunto a Gerusalemme, nell'aprile dell'878, si fece monaco presso la basilica dell'Anastasis (Resurrezione), professando nelle mani del patriarca Elia III che gli impose il proprio nome. Dopo tre anni trascorsi in un monastero del Sinai, Elia intraprese un'avventurosa serie di viaggi, recandosi prima ad Alessandria d'Egitto, quindi in 
Persia, ad Antiochia e nuovamente nel continente nero. Dopo che nell'878 anche Siracusa cadde in mano araba, Elia tornò sull'isola, dove incontrò a Palermo l'anziana madre, e a Taormina conobbe Daniele, suo nuovo discepolo. Procedendo verso nord, Elia soggiornò in Calabria, dove fondò nell'anno 884, nella Vallis Salinarum (Valle delle Saline), due chilometri a nord-est di Seminara, la prima colonia monastica siciliana della Calabria, un monastero in seguito a lui intitolato. Le invasioni arabe fecero riparare Elia prima in Grecia, a Patrasso, e poi sulle montagne dell'Aspromonte, in località Santa Cristina.
Elia era ormai un conosciutissimo monaco, allorché si recò in pellegrinaggio a Roma. Le peripezie, i prodigi e l'opera vastissima di evangelizzazione che Elia aveva svolto in tre continenti estese la sua fama fino a Costantinopoli, dove l'imperatore bizantino Leone VI, detto il Filosofo, lo invitò a soggiornare. Elia però, ormai ultrasettantenne, nonostante avesse cominciato il viaggio per Costantinopoli e giunto a Tessalonica (l'odierna Salonicco in Grecia), percependo l'ora del trapasso, chiamò a sé Daniele e gli espresse il desiderio che la sua salma venisse trasportata nel monastero di Seminara.
Il feretro fu trasportato da Salonicco,  al porto di Tauriana e ad attenderlo vi erano i figli spirituali del santo, i monaci del suo cenobio vicino Seminara Il fedelissimo amico e compagno, il monaco Daniele, fece tumulare Elia nel monastero di Seminara, dal santo fondato.

## Riconoscimenti
Sono dedicati al santo di Enna il Monastero ortodosso dei Santi Elia e Filarete a Seminara e il l'omonimo monte di Palmi.